# Киселёв, Владимир Сергеевич
Киселев Владимир Сергеевич (род. 10 ноября 1974, Истра, Московская область) — двукратный чемпион Паралимпийских игр 2006 года, двукратный призёр Паралимпийских игр 2010 года, чемпион России по биатлону в спринтерской гонке на 7,5 км среди «сидячих» спортсменов. Заслуженный мастер спорта России. Отец четверых детей. Супруга Елена.

## Результаты
- 4-е место на дистанции 10000 метров на летних Паралимпийских играх 2000 года в Сиднее.
- Рекордсмен России по лёгкой атлетике.
- 3-е место на чемпионате Европы по легкой атлетике в Хельсинки 2005 года.
- 3-е место в биатлоне на 1 этапе Кубка Мира 2005 года.
- Две золотые медали в биатлоне на зимних Паралимпийских играх в Турине в 2006 году.
- Обладатель трех Кубков мира сезонов 2005 и 2006 годов в биатлоне.
- Чемпион мира по биатлону 2009 года (Вуокатти, Финляндия).
- Серебро и бронза на зимних Паралимпийских играх в Ванкувере 2010 года.

## Награды
- Орден Дружбы (2007)[2]
- Медаль ордена «За заслуги перед Отечеством» II степени (26 марта 2010) — за большой вклад в развитие физической культуры и спорта, высокие спортивные достижения на X Паралимпийских зимних играх 2010 года в городе Ванкувере (Канада).[3]
- Национальная премия «Слава»
- Премия Паралимпийского комитета России «Возвращение в жизнь».